# Mustafa Yavuz
Mustafa Yavuz (* 13. April 1994) ist ein österreichischer Fußballspieler.

## Karriere
Yavuz begann seine Karriere beim Favoritner AC. 2008 wechselte er zum FK Austria Wien. 2011 spielte er erstmals für die Regionalligamannschaft. 2012 wechselte er zum 1. Simmeringer SC. 2013 wechselte er zum FC Admira Wacker Mödling. Sein Bundesliga- und Profidebüt gab er am 19. Spieltag 2014/15 gegen den Wolfsberger AC. 2015 wurde er an den SC Wiener Neustadt ausgeliehen.
Zur Saison 2017/18 kehrt er nach Wiener Neustadt zurück. Nach dem Zwangsabstieg von Wiener Neustadt verließ er den Verein nach der Saison 2018/19. Nach einem halben Jahr ohne Verein wechselte er im Jänner 2020 zum Regionalligisten FCM Traiskirchen. Für Traiskirchen kam er insgesamt zu acht Regionalligaeinsätzen.
Zur Saison 2021/22 wechselte Yavuz zum viertklassigen SC Ostbahn XI.